# شهدخوار سرآبی
شهدخوار سرآبی (نام علمی: Cyanomitra alinae) نام یک گونه از تیره شهدخواران است که در بوروندی، جمهوری دموکراتیک کنگو، رواندا و اوگاندا یافت می‌شود.